# Любойна
Любойна (пол. Lubojna) — село в Польщі, у гміні Миканув Ченстоховського повіту Сілезького воєводства.
Населення — 1023 особи (2011).
У 1975-1998 роках село належало до Ченстоховського воєводства.

## Демографія
Демографічна структура станом на 31 березня 2011 року:
|          | Загалом | Допрацездатний вік | Працездатний вік | Постпрацездатний вік |
| -------- | ------- | ------------------ | ---------------- | -------------------- |
| Чоловіки | 528     | 122                | 345              | 61                   |
| Жінки    | 495     | 105                | 288              | 102                  |
| Разом    | 1023    | 227                | 633              | 163                  |